# Mount Peter
Mount Peter ist eine große, kuppelförmige und 1755 m hohe Felsformation im ostantarktischen Mac-Robertson-Land. In der Athos Range der Prince Charles Mountains ragt er 3 km östlich des Mount Béchervaise auf. Seine flache Nordflanke ist unvereist.
Eine vom australischen Polarforscher John Mayston Béchervaise (1910–1998) geleitete Mannschaft besuchte im Rahmen der Australian National Antarctic Research Expeditions den Berg erstmals im Jahr 1955. Das Antarctic Names Committee of Australia (ANCA) benannte den Berg nach dem australischen Geologen Peter Crohn (1925–2015), der von 1955 bis 1956 auf der Mawson-Station tätig war.